# Wohn- und Wirtschaftsgebäude Nordermoor 51
Das Wohn- und Wirtschaftsgebäude Nordermoor 51 im niedersächsischen Elsfleth-Moorriem, Bauerschaft Nordermoor, im Landkreis Wesermarsch, stammt vom Ende des 18. Jahrhunderts.

Aktuell (2023) wird es als Wohnhaus und gewerblich genutzt.
Das Gebäude steht unter Denkmalschutz (siehe auch Liste der Baudenkmale in Elsfleth).

## Geschichte
Die Marschhufensiedlung Moorriem mit der nördlichen Bauerschaft Nordermoor erstreckt sich über etwa 16 Kilometer, wurde nach 1062 gegründet und erhielt im 14. Jahrhundert die heutige Struktur mit den schmalen, oft extrem langgestreckten Parzellen. Im Abstand von ca. 50 bis 100 Metern liegen zahlreiche Hofstellen auf Wurten.
Das eingeschossige giebelständige Wohn- und Wirtschaftsgebäude als Zweiständer-Hallenhaus in  Backstein, mit vorkragendem Krüppelwalmdach mit Niedersachsengiebeln und Uhlenloch sowie der Grooten Door mit Korbbogen stammt aus der ersten Hälfte des 19. Jahrhunderts, der erneuerte Wirtschaftsgiebel von 1888 (Inschrift). Das Innengerüst in Unterrähmgefüge ist erhalten. Der Wohngiebel hatte ursprünglich eine Upkammer im Obergeschoss.
Auf dem schmalen, sehr tiefen Grundstück stehen auf einer Wurt weitere nicht denkmalgeschützte Anlagen.
Das Landesdenkmalamt befand: „… geschichtliche Bedeutung … als beispielhaftes Hallenhaus mit Backsteinaußenwänden aus der 1. Hälfte des 19. Jhs.“